# 600-jarig bestaan van Amsterdam
Het eerste officiële stadsjubileum van Amsterdam vond plaats in 1875–1876, ter gelegenheid van het 600-jarig bestaan sinds het verkrijgen van het Tolprivilege van Floris V in 1275. De viering werd voornamelijk georganiseerd door de culturele elite van de stad, die zich verbonden voelde met het verleden en de 'burgerij' wilde herinneren aan de geschiedenis van Amsterdam.
De evenementen weerspiegelden de sociale hiërarchie van de tijd: het jubileum was vooral een aangelegenheid van en voor de welgestelde elite.

## Programma

### Herdenkingsbijeenkomst in het Paleis voor Volksvlijt (1875)
Op 27 oktober 1875 werd de stad feestelijk versierd met vlaggen en 's avonds vond een bijeenkomst plaats in het Paleis voor Volksvlijt. Tijdens deze bijeenkomst droeg historicus Pieter Harme Witkamp een speciaal geschreven Gedicht aan Amsterdam voor. De zaal was versierd met de vlaggen van de Heren van Amstel, de Vlag van Amsterdam en de banier van het Graafschap Holland.
Ziehier den giftbrief, dien de fiere Amsteljaren,
Als 't eerste handvest hunner stad bewaren,
In de ijzeren kapel van 't oudste kerkgebouw!
Die brief voorspelde hun den rijken handelszegen,
Eeuw uit, eeuw in door kunde en vlijt verkregen,
Gepaard aan burgerzin, aan kloek beraad en trouw.
Blijft 't nageslacht der vadren deugden eeren,
Dan zal onze Amstelstad haar kracht en magt vermeeren!— Pieter Harme Witkamp - 'Gedicht aan Amsterdam' (1875)

### Historische Tentoonstelling van Amsterdam (1876)
Op 15 mei 1876 opende burgemeester Cornelis Jacob Arnold den Tex de eerste historische tentoonstelling over Amsterdam, in de Oudemanhuispoort. De tentoonstelling bestond uit 4371 objecten, afkomstig van 257 bruikleengevers, verspreid over zeven zalen en vijf stijlkamers. De toegang bedroeg één gulden en was daarmee vooral weggelegd voor welgestelde Amsterdammers.

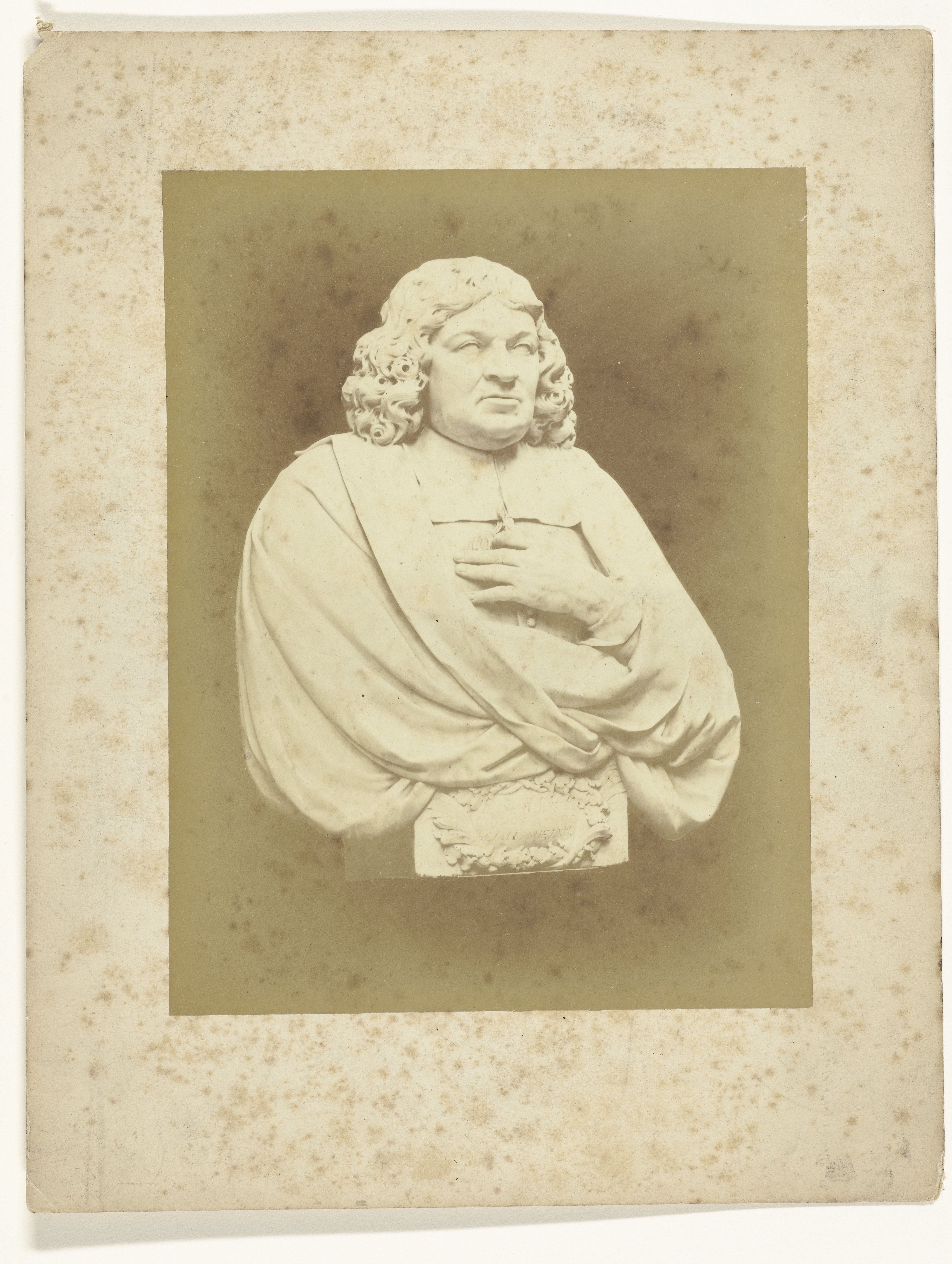
Borstbeeld Burgemeester Joan Munter
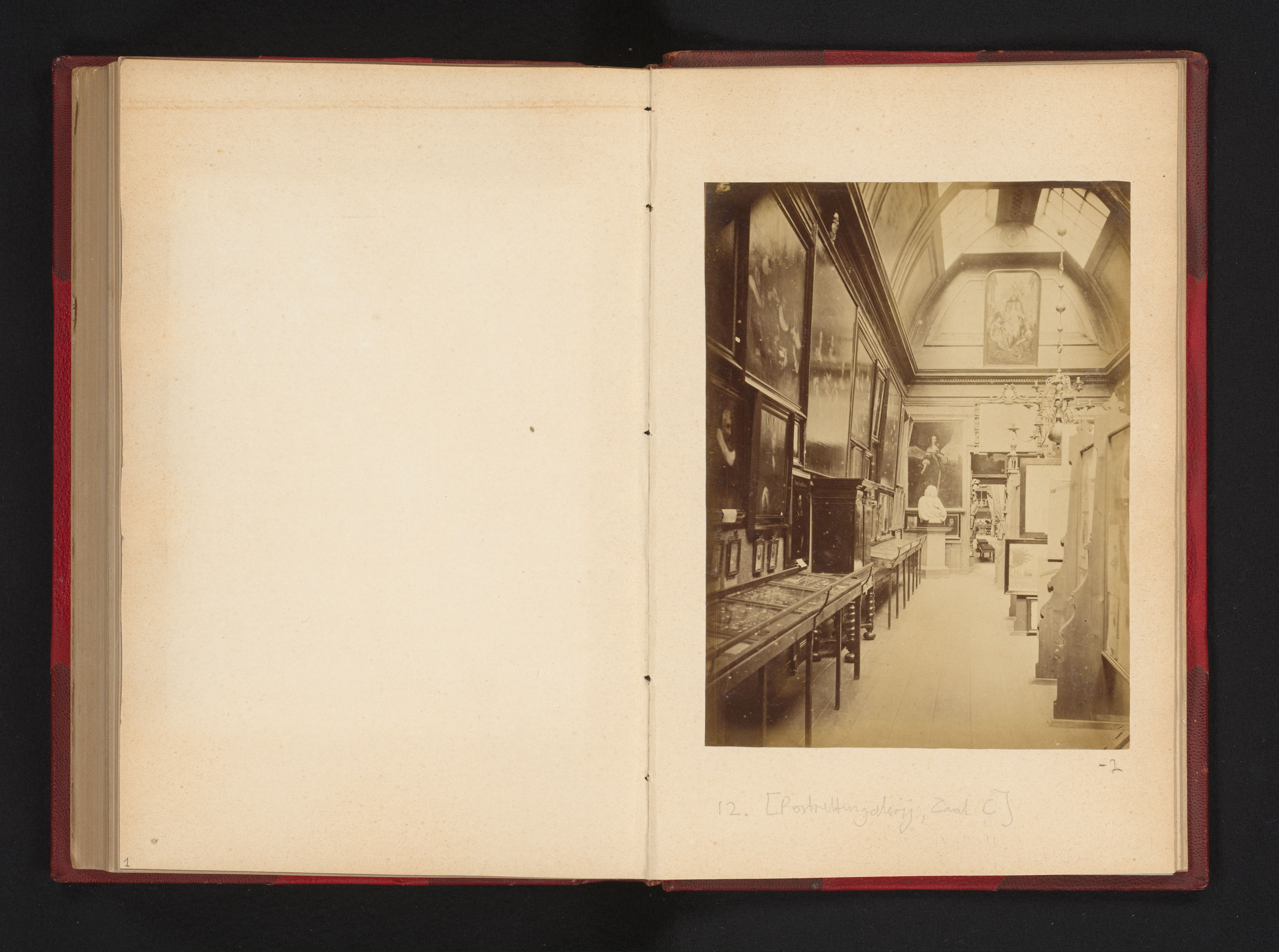
Portrettengalerij
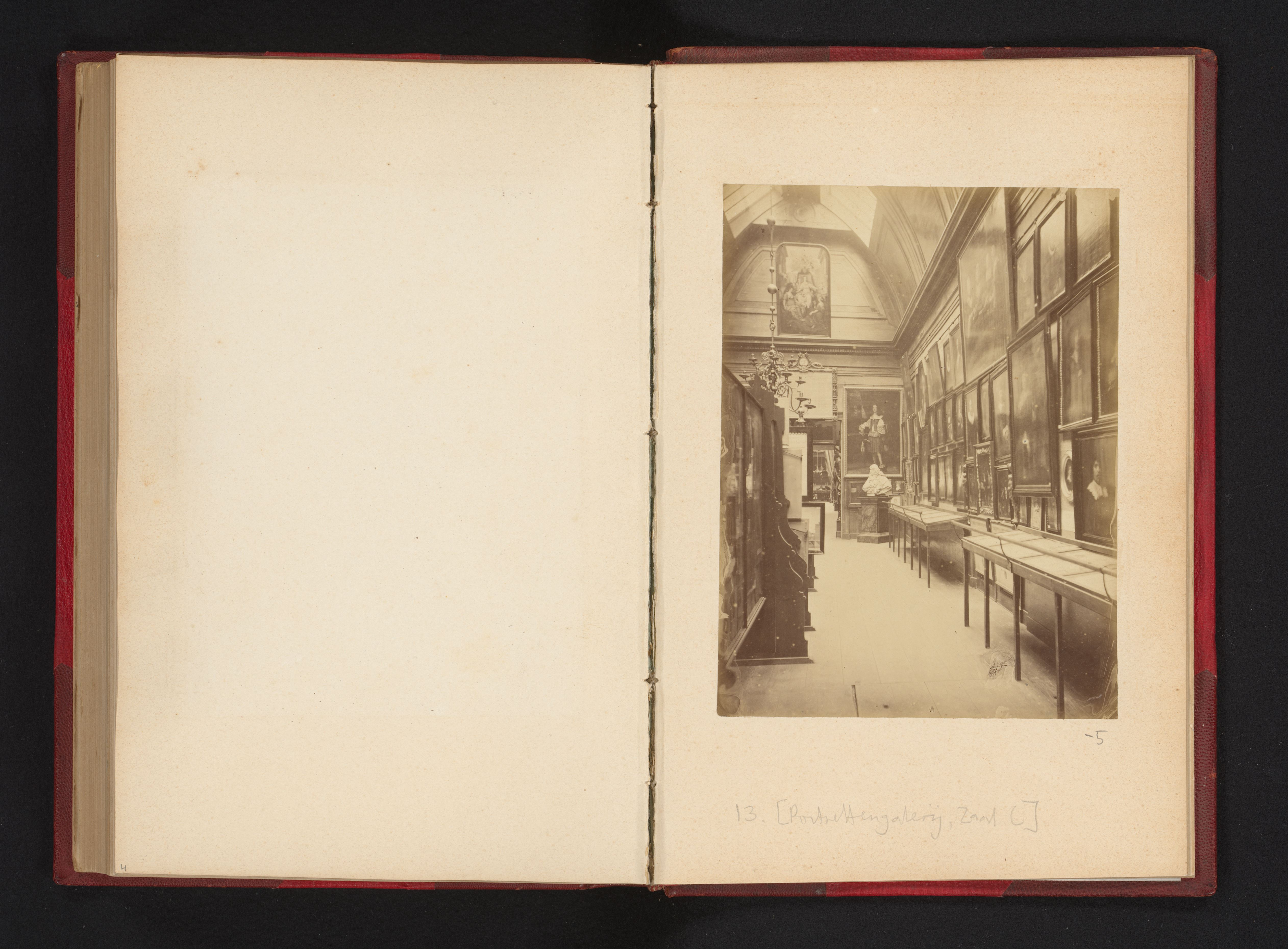
Portrettengalerij
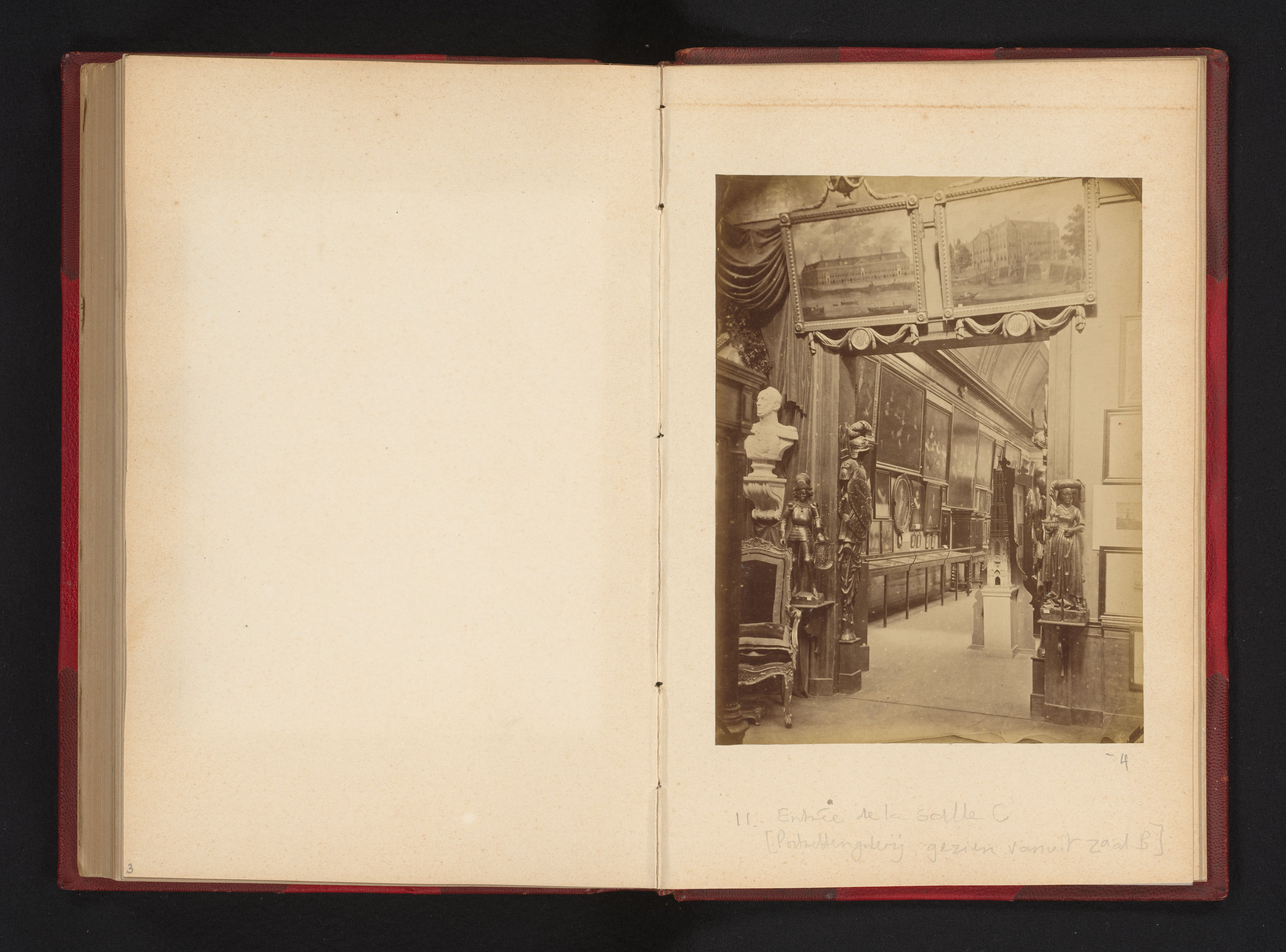
Ingang zaal C
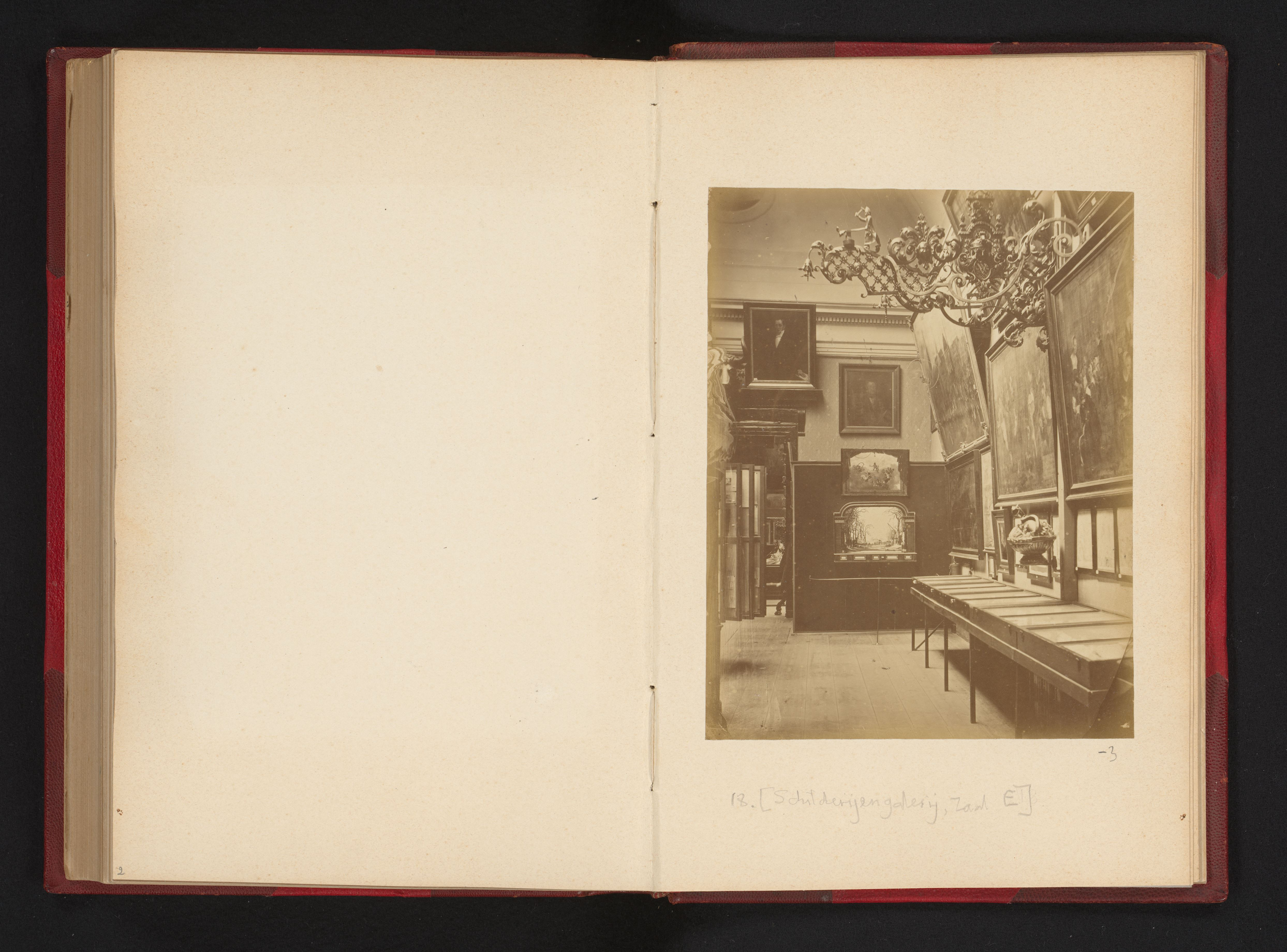
Schilderijengalerij
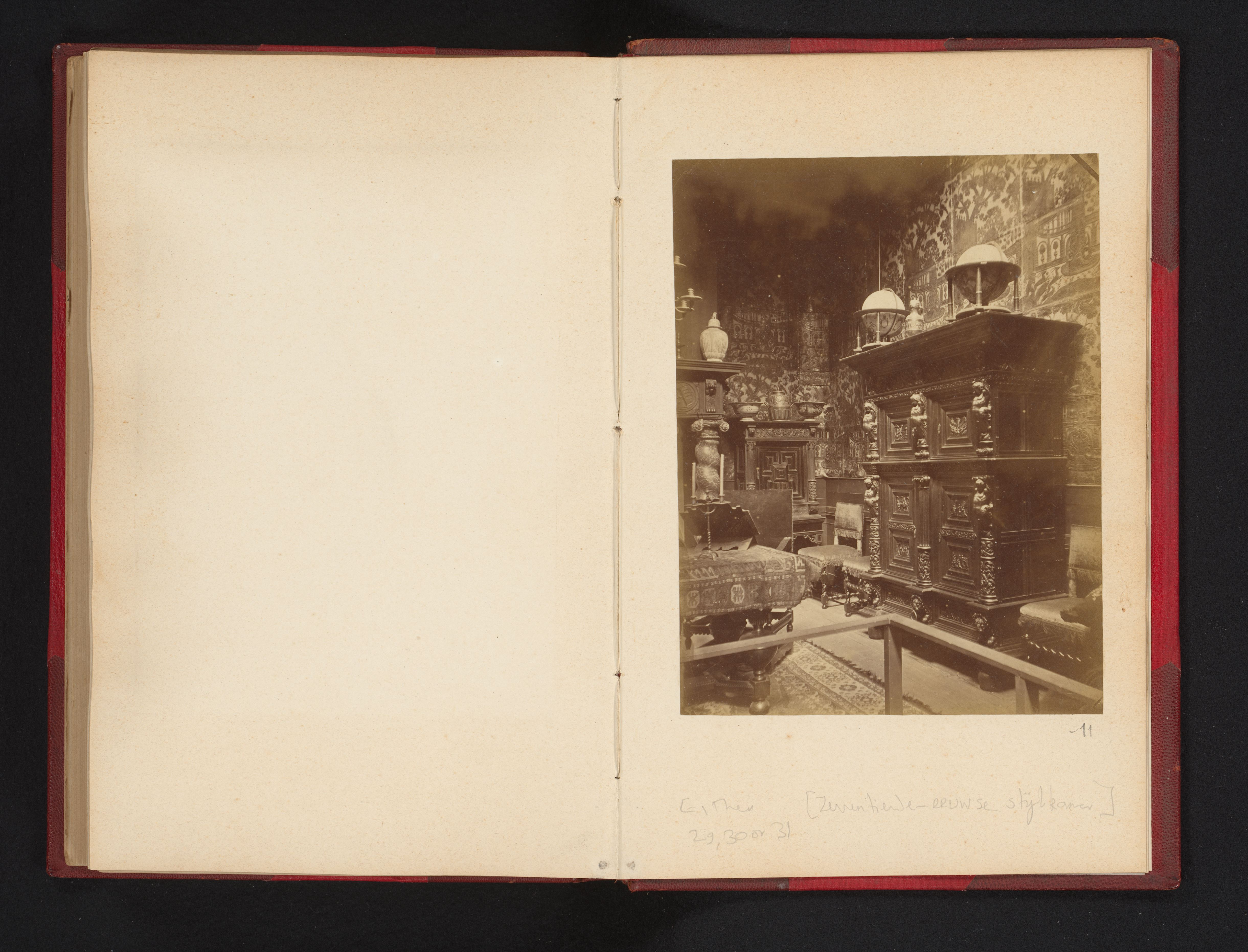
Stijlkamer
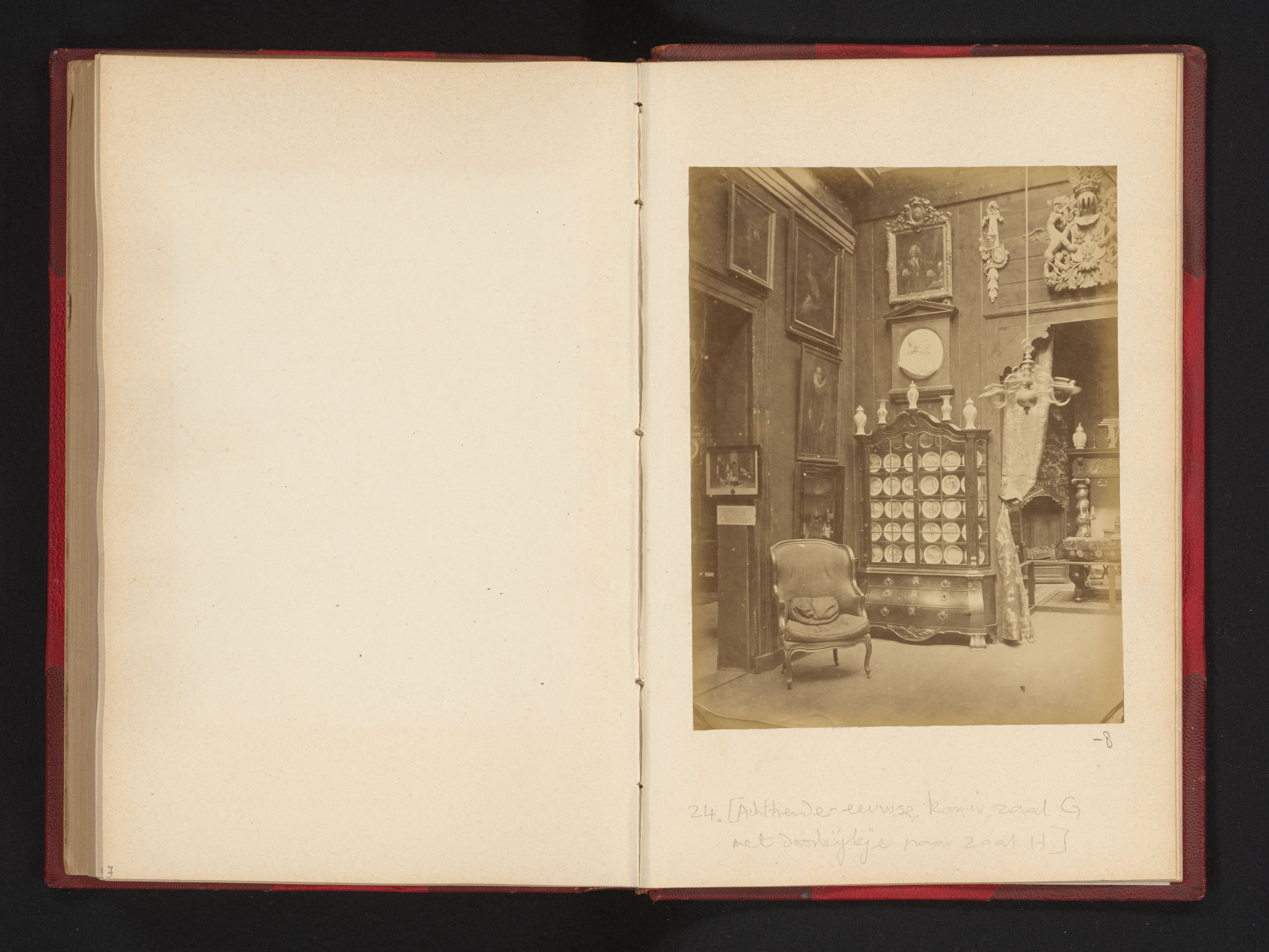
Stijlkamer
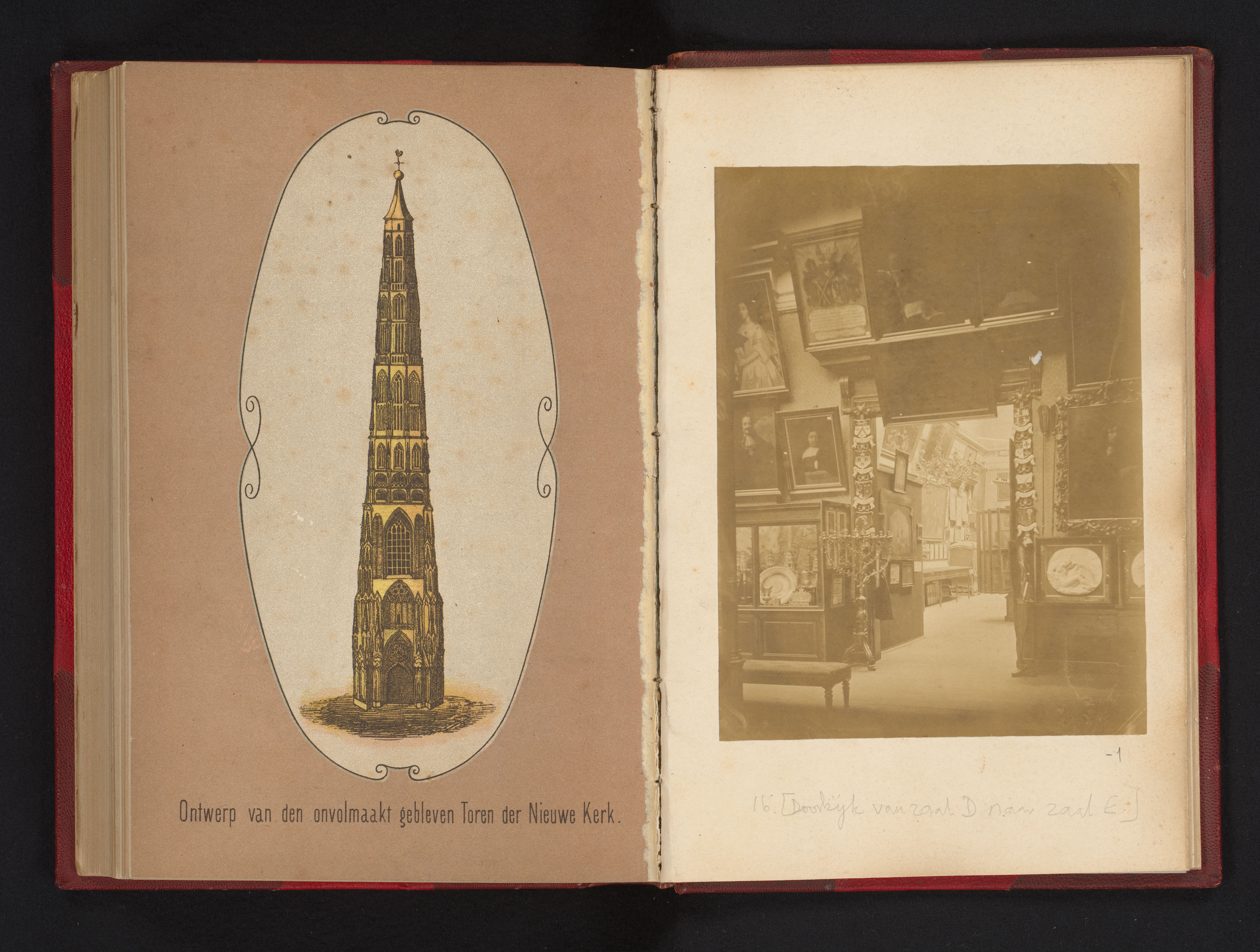
Doorkijk van zaal D naar zaal E
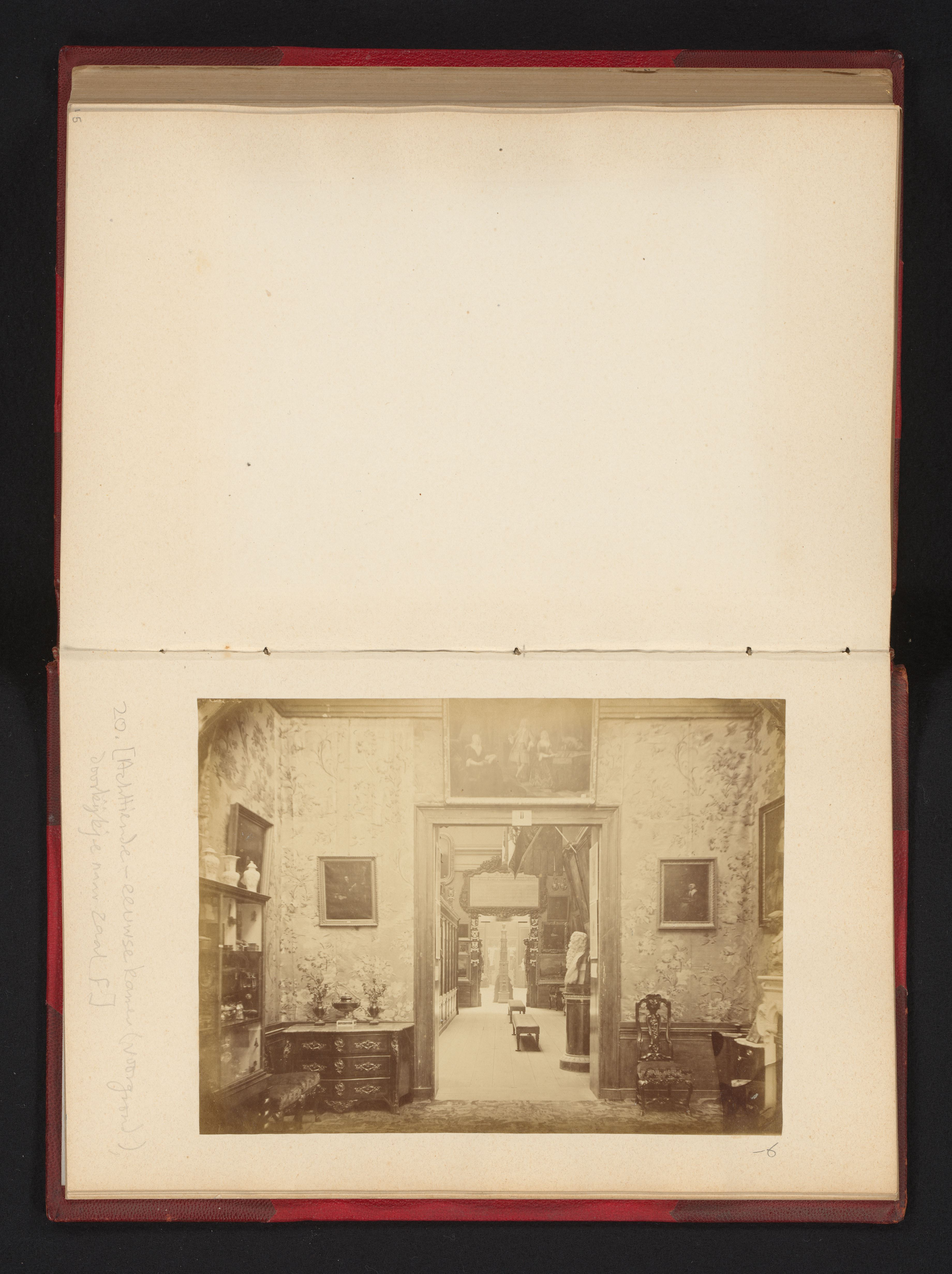
Doorkijk naar zaal F
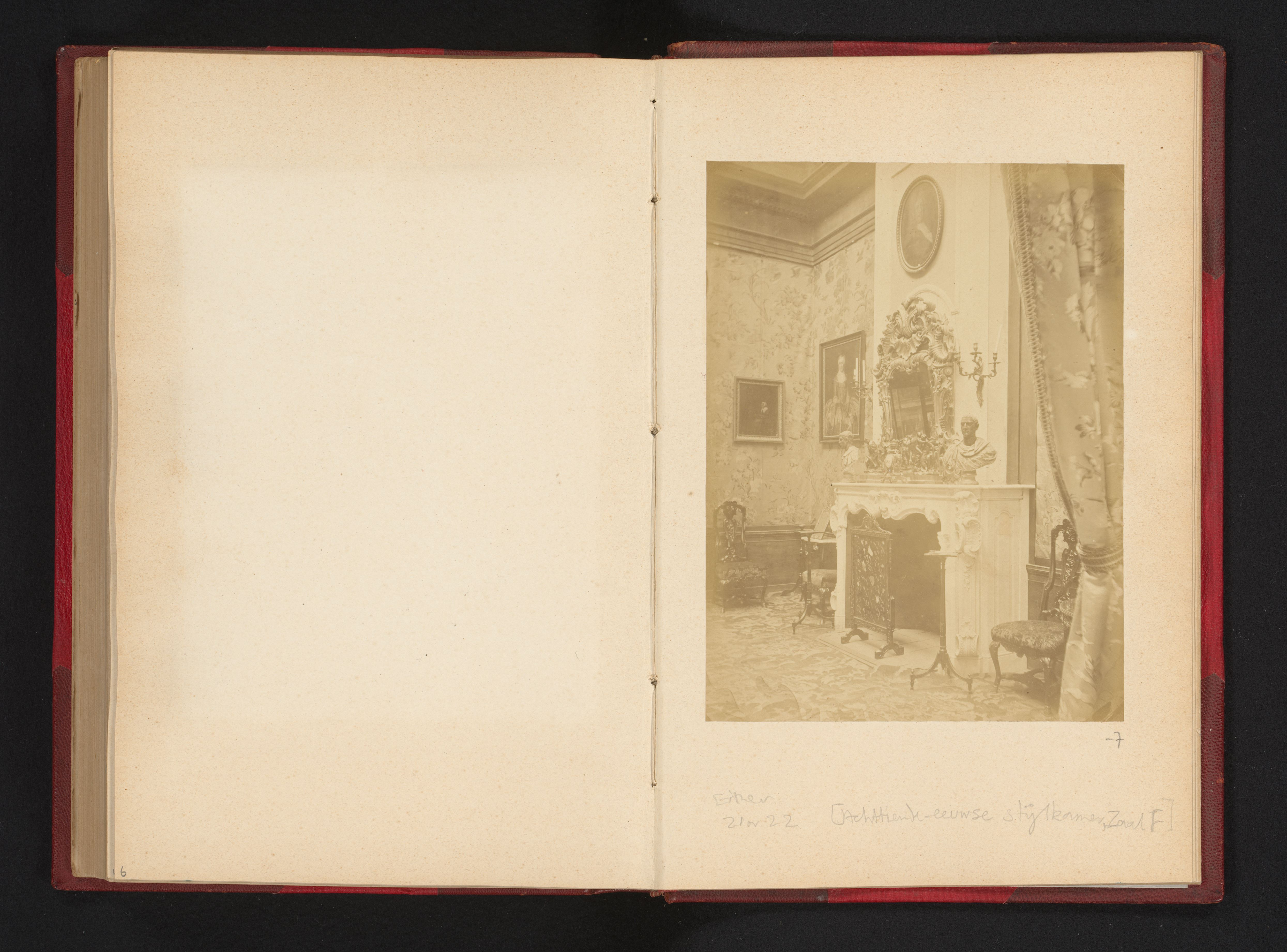
Zaal F
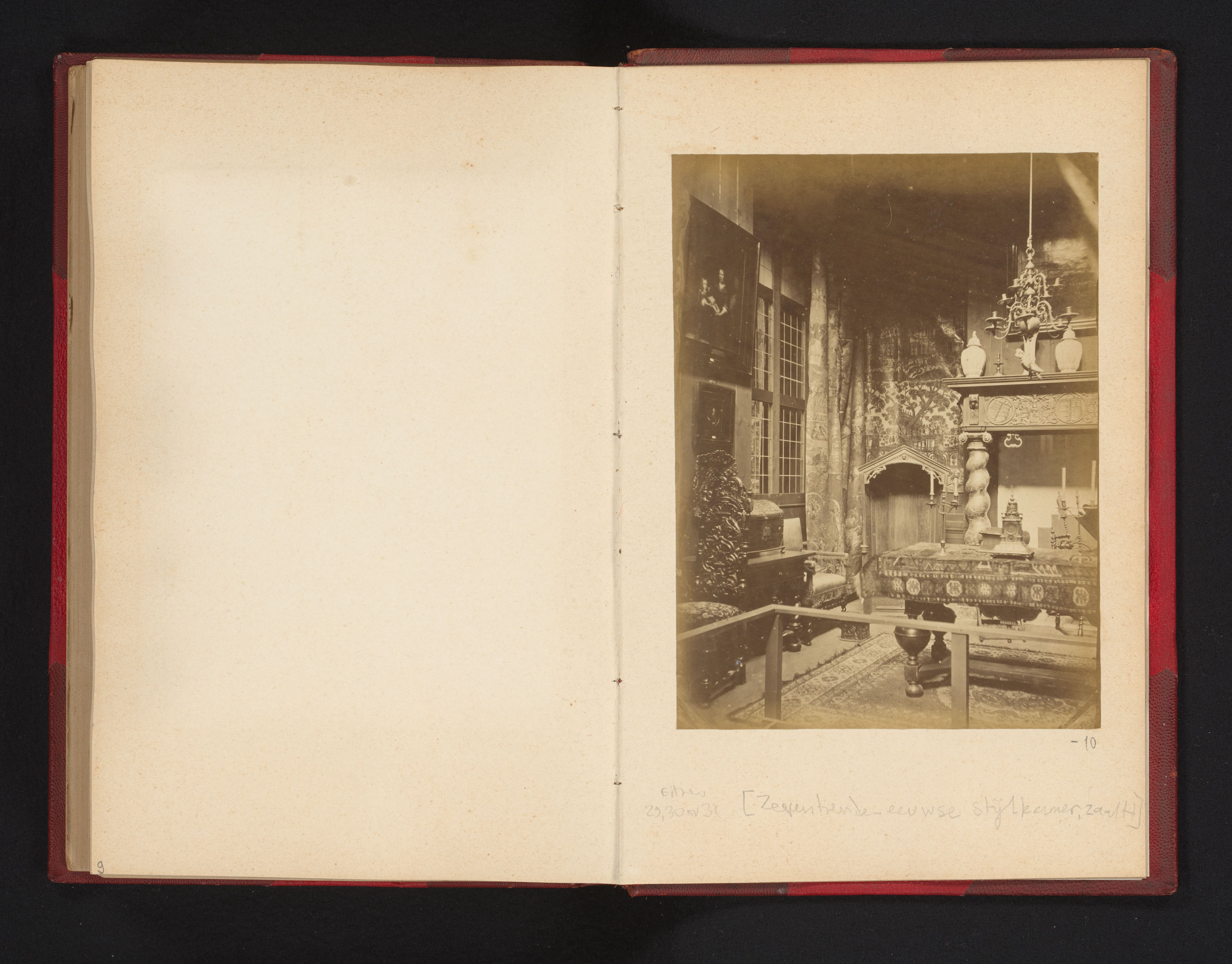
Zaal H